# 猪苗代磐梯高原インターチェンジ
猪苗代磐梯高原インターチェンジ（いなわしろばんだいこうげんインターチェンジ）は、福島県耶麻郡猪苗代町にある磐越自動車道のインターチェンジである。
料金所ブースが少ないため、スキーシーズンはスキー客の車で、ゴールデンウィークやお盆などの行楽シーズンは帰省客や観光客の車で、出口付近は激しく渋滞する傾向があるため、本線からの出路付近には渋滞時2列になるよう小看板が設置されている。

## 道路

### 本線
- E49 磐越自動車道（5番）

### 接続する道路
- 直接接続
  - 国道115号
- 間接接続
  - 国道49号（国道115号を約500 m経由）

## 歴史
- 1991年（平成3年）8月7日 : 磐梯熱海IC - 猪苗代磐梯高原IC間開通に伴い、供用開始。
- 1992年（平成4年）10月29日 : 猪苗代磐梯高原IC - 会津坂下IC間開通。
- 2018年（平成30年）3月24日 : 国土交通省の社会実験事業として、高速道路一時退出実験の試行開始[1]（ETC2.0搭載車に限定して、当ICで流出し、隣接する道の駅猪苗代に立ち寄り後、1時間以内に当ICから再流入して順方向に利用の場合、目的地まで高速道路を降りずに利用した場合と同じ料金に調整される。）。
- 2020年（令和2年）3月27日 : 高速道路一時退出実験の退出可能時間がそれまでの1時間以内から3時間以内に引き上げられる[2]。
- 2022年（令和4年）7月1日 : 高速道路一時退出実験の退出可能時間がそれまでの3時間以内から2時間以内に変更[3]。

## 料金所
- ブース数：5

### 入口
- ブース数：2
  - ETC専用：1
  - 一般：1

### 出口
- ブース数：3
  - ETC専用：1
  - 一般：2

## 周辺
- 猪苗代湖
- 五色沼
- JR磐越西線 猪苗代駅
- 野口英世記念館
- 小平潟天満宮
- 道の駅猪苗代
- 磐梯高原

### 近隣のスキー場

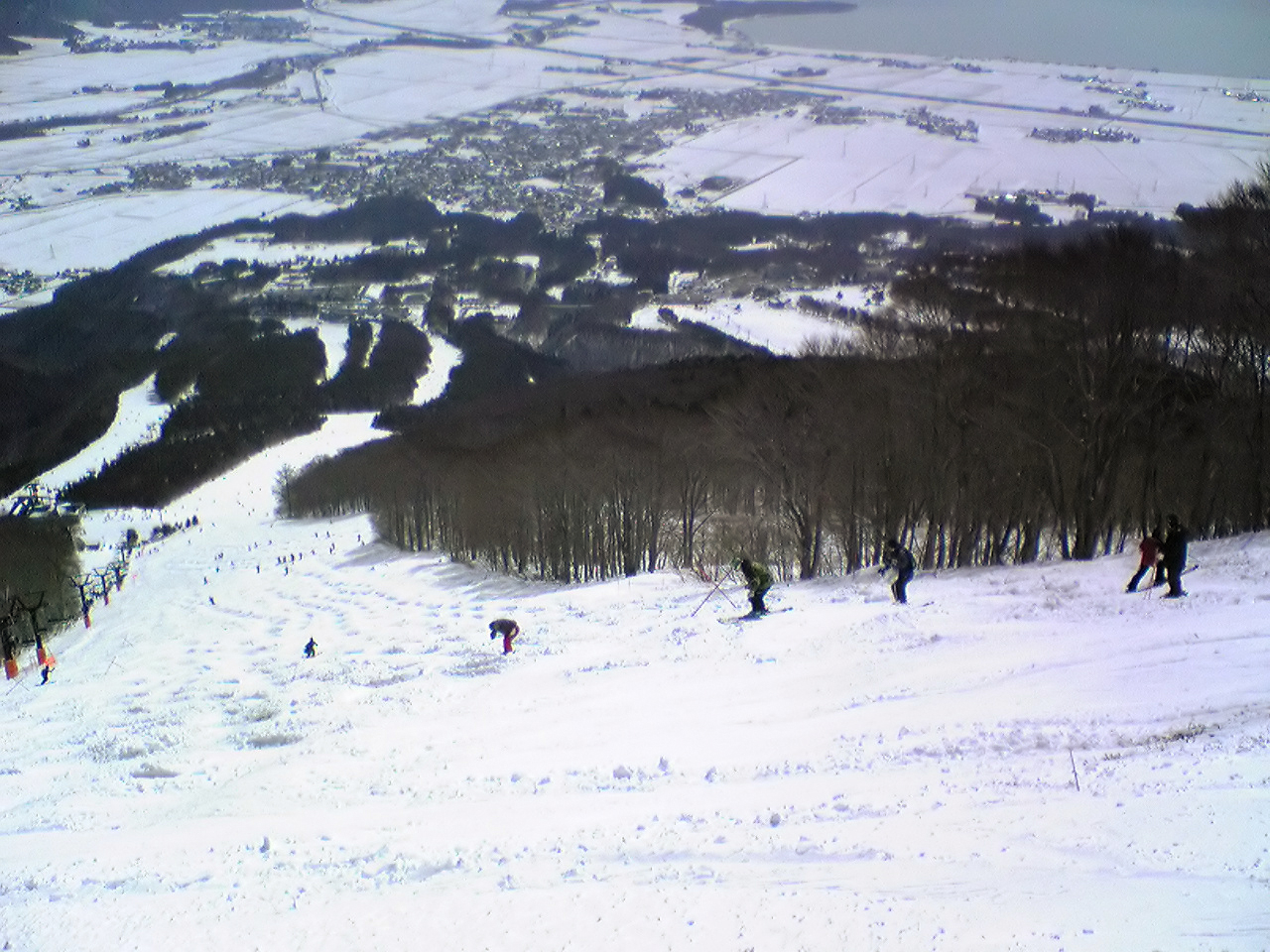
猪苗代スキー場からみた磐越自動車道

猪苗代磐梯高原インターチェンジの近辺には福島県を代表する数多くのスキー場が点在する。
- アルツ磐梯スキー場
- 猪苗代スキー場
- 猪苗代リゾートスキー場
- 裏磐梯スキー場
- 裏磐梯猫魔スキー場
- グランデコスノーリゾート
- 沼尻スキー場
- 磐梯国際スキー場
- ファミリースノーパークばんだい×2
- 箕輪スキー場
- 三ノ倉スキー場
- 横向温泉スキー場
- リステルスキーファンタジア

## 隣
E49 磐越自動車道
(4) 磐梯熱海IC - (5) 猪苗代磐梯高原IC - 磐梯山SA - (6) 磐梯河東IC